# Изборна скупштина САНУ 2009.
Изборна скупштина за избор нових чланова Српске академије наука и уметности (САНУ), која се организује на сваке три године, одржана је 5. новембра 2009. у Београду у свечаној сали зграде САНУ, са почеткому 10 часова. Укупно је било 114 кандидата и то 28 кандидата за редовне, 73 за дописне и 13 за иностране чланове. Од тога је изабрано 26 редовних, 20 дописних и свих 13 иностраних чланова.

## Кандидати
Кандидати за чланове су представљени на конференцији у уторак 6. октобра 2009. када су секретари одељења прочитали њихове биографије. Од претходних избора 2006. године до тог дана преминуло је 26 чланова академије, па је председник, Никола Хајдин, истакао да од ових избора очекује подмлађивање академије, као и сразмеран број чланова по одељењима. Председник САНУ је тада подсетио да САНУ има 138 чланова и то 81 редовног и 57 дописних.
Највише кандидата је предложено за Одељење медицинских наука, 8 редовних, 24 дописна и 1 инострани члан. Куриозитет ових избора у том одељењу је да су предложена два рођена брата, дописни члан хистолог Владимир Бумбаширевић је предложен за редовног члана, а његов брат микрохирург Марко Бумбаширевић је предложен за дописног члана.
Председник Огранка САНУ у Новом Саду Зоран Ковачевић је имао примедбу да су само четири кандидата за редовне и један кандидат за дописног члана тог огранка добили подршку својих одељења. Навео је да је приметно смањивање броја чланова Огранка у Новом Саду којих је 1992. било 32, а сада их има 21. Такође је рекао да се мало размишљало о новим научним дисциплинама, о научницима из универзитетских центара ван Београда, о заступљености жена и научницима националних мањина.
Кандидате су могли да предложе одељења или да буду предложени ван одељења (од стране Огранка у Новом Саду, три члана САНУ или институције ван САНУ). О сваком кандидату се потом изјашњавају чланови одељења и ако добије две трећине гласова сматра се да има подршку одељења.
Међу кандидатима за дописне чланове биле су и архитекта Љиљана Благојевић и музиколог Даница Петровић, о којима се ниједно одељење није изјашњавало пошто академици нису могли да одреде којим би одељењима оне припадале.

## Изборна скупштина
Изборна скупштина је одржана у четвртак 5. новембра 2009. са почетком у 10 часова, после месец дана од представљања кандидата. Скупштини је присуствовао 121 члан. На почетку је установљено колики је кворум и колико је гласова потребно да би се неко изабрао. За редовне чланове било је потребно најмање 39 гласова, а за дописне и иностране најмање 65 гласова.
Како је од претходних избора преминуло 26 академика, а на овој скупштини изабрано 20 нових дописних чланова, број чланова се смањио за шест у односу на број чланова од пре три године. Осим избора нових 20 дописних чланова, унапређено је 26 дописних чланова у редовне. Изабрано је и свих 13 предложених иностраних чланова, међу којима су и актуелни председник Чешке, Вацлав Клаус и нобеловац неурофизиолог Торстен Визел.

### Изабрани кандидати
| Име и презиме            | Год. рођења и смрти | Струка                    | Одељење                                   | Предлог     | Подршка одељења | Бр. гласова |
| ------------------------ | ------------------- | ------------------------- | ----------------------------------------- | ----------- | --------------- | ----------- |
| Ђорђе Шијачки            | 1947.               | физика                    | одељење за математику, физику и гео-науке | одељење     | да              | 59 гл.      |
| Стеван Пилиповић         | 1950.               | математика                | одељење за математику, физику и гео-науке | одељење     | да              | 55 гл.      |
| Видојко Јовић            | 1956-2024           | геологија                 | одељење за математику, физику и гео-науке | одељење     | да              | 49 гл.      |
| Стево Тодорчевић         | 1955.               | математика                | одељење за математику, физику и гео-науке | одељење     | да              | 44 гл.      |
| Драган Шкорић            | 1937.               | агрономија                | одељење хемијских и биолошких наука       | одељење     | да              | 53 гл.      |
| Марко Анђелковић         | 1945-2020           | биологија                 | одељење хемијских и биолошких наука       | одељење     | да              | 52 гл.      |
| Миљенко Перић            | 1949.               | физичка хемија            | одељење хемијских и биолошких наука       | одељење     | да              | 46 гл.      |
| Теодор Атанацковић       | 1945.               | машинство                 | одељење техничких наука                   | одељење     | да              | 51 гл.      |
| Зоран Љ. Петровић        | 1954.               | електротехника            | одељење техничких наука                   | одељење     | да              | 49 гл.      |
| Сава Перовић             | 1937-2010           | урологија                 | одељење медицинских наука                 | одељење     | да              | 63 гл.      |
| Радоје Чоловић           | 1944.               | хирургија                 | одељење медицинских наука                 | одељење     | да              | 40 гл.      |
| Владимир Бумбаширевић    | 1951.               | хистологија               | одељење медицинских наука                 | одељење     | да              | 53 гл.      |
| Драган Мицић             | 1950.               | ендокринологија           | одељење медицинских наука                 | одељење     | да              | 47 гл.      |
| Јован Хаџи-Ђокић         | 1944.               | урологија                 | одељење медицинских наука                 | одељење     | да              | 48 гл.      |
| Нинослав Радовановић     | 1940.               | кардиохирургија           | одељење медицинских наука                 | ван одељења | да              | 42 гл.      |
| Миодраг Чолић            | 1953.               | физиологија               | одељење медицинских наука                 | ван одељења | да              | 43 гл.      |
| Душан Ковачевић          | 1948.               | књижевник и драмски писац | одељење језика и књижевности              | одељење     | да              | 50 гл.      |
| Светлана Велмар-Јанковић | 1933-2014           | књижевница                | одељење језика и књижевности              | одељење     | да              | 43 гл.      |
| Војислав Становчић       | 1930-2017           | право - политикологија    | одељење друштвених наука                  | одељење     | да              | 54 гл.      |
| Љубомир Максимовић       | 1938.               | византологија             | одељење историјских наука                 | одељење     | да              | 61 гл.      |
| Момчило Спремић          | 1937.               | историја                  | одељење историјских наука                 | одељење     | да              | 53 гл.      |
| Јованка Калић            | 1933.               | историја                  | одељење историјских наука                 | одељење     | да              | 54 гл.      |
| Борислав Јовановић       | 1930-2015           | археологија               | одељење историјских наука                 | одељење     | да              | 43 гл.      |
| Милан Лојаница           | 1939-2024           | архитектура               | одељење ликовне и музичке уметности       | одељење     | да              | 48 гл.      |
| Душан Оташевић           | 1940.               | сликарство                | одељење ликовне и музичке уметности       | одељење     | да              | 47 гл.      |
| Властимир Трајковић      | 1947-2017           | композитор                | одељење ликовне и музичке уметности       | одељење     | да              | 41 гл.      |

| Име и презиме          | Год. рођења и смрти | Струка                    | Одељење                                   | Предлог     | Подршка одељења | Бр. гласова |
| ---------------------- | ------------------- | ------------------------- | ----------------------------------------- | ----------- | --------------- | ----------- |
| Зоран Кнежевић         | 1949.               | астрономија               | одељење за математику, физику и гео-науке | одељење     | да              | 90 гл.      |
| Зоран Радовић          | 1946.               | физика                    | одељење за математику, физику и гео-науке | одељење     | да              | 74 гл.      |
| Милан Судар            | 1946.               | геологија                 | одељење за математику, физику и гео-науке | одељење     | да              | 73 гл.      |
| Миљко Сатарић          | 1948.               | физика                    | одељење за математику, физику и гео-науке | ван одељења | не              | 78 гл.      |
| Милена Стевановић      | 1959.               | биологија                 | одељење хемијских и биолошких наука       | одељење     | да              | 89 гл.      |
| Слободан Милосављевић  | 1941.               | хемија                    | одељење хемијских и биолошких наука       | одељење     | да              | 82 гл.      |
| Славко Ментус          | 1946.               | физичка хемија            | одељење хемијских и биолошких наука       | одељење     | да              | 69 гл.      |
| Дејан Поповић          | 1950-2021           | електротехника            | одељење техничких наука                   | одељење     | да              | 94 гл.      |
| Душан Теодоровић       | 1951.               | саобраћај                 | одељење техничких наука                   | одељење     | да              | 73 гл.      |
| Милош Којић            | 1941.               | машинство                 | одељење техничких наука                   | ван одељења | да              | 85 гл.      |
| Душица Лечић Тошевски  | 1952.               | психијатрија              | одељење медицинских наука                 | одељење     | да              | 65 гл.      |
| Ђорђе Радак            | 1956.               | васкуларна хирургија      | одељење медицинских наука                 | ван одељења | да              | 72 гл.      |
| Небојша Радуновић      | 1954.               | гинекологија - акушерство | одељење медицинских наука                 | ван одељења | не              | 66 гл.      |
| Миро Вуксановић        | 1944.               | књижевник                 | одељење језика и књижевности              | одељење     | да              | 70 гл.      |
| Слободан Грубачић      | 1942.               | германистика              | одељење језика и књижевности              | одељење     | да              | 75 гл.      |
| Јасмина Грковић-Мејџор | 1959.               | лингвистика               | одељење језика и књижевности              | ван одељења | да              | 77 гл.      |
| Александар Костић      | 1947.               | психологија               | одељење друштвених наука                  | одељење     | да              | 85 гл.      |
| Михаило Војводић       | 1938-2025           | историја                  | одељење историјских наука                 | одељење     | да              | 86 гл.      |
| Милан Марић            | 1940.               | архитектура               | одељење ликовне и музичке уметности       | одељење     | да              | 90 гл.      |
| Милица Стевановић      | 1933.               | сликарство                | одељење ликовне и музичке уметности       | одељење     | да              | 75 гл.      |

| Име и презиме                | Год. рођења и смрти | Струка                 | Одељење                                   | Предлог       | Бр. гласова |
| ---------------------------- | ------------------- | ---------------------- | ----------------------------------------- | ------------- | ----------- |
| Ендре Шили                   | 1956.               | математика             | одељење за математику, физику и гео-науке | одељење       | 91 гл.      |
| Иван Божовић                 | 1947.               | физика                 | одељење за математику, физику и гео-науке | одељење       | 76 гл.      |
| Вајат Андерсон               | 1939-2023           | генетика               | одељење хемијских и биолошких наука       | одељење       | 87 гл.      |
| Зоран С. Петровић            | 1941.               | физичка хемија         | одељење хемијских и биолошких наука       | Огранак       | 72 гл.      |
| Тошијаки Макабе              | 1947.               | електротехника         | одељење техничких наука                   | одељење       | 89 гл.      |
| Торстен Визел                | 1924.               | неурофизиологија       | одељење медицинских наука                 | одељење       | 83 гл.      |
| Иван Чарота                  | 1952-2024           | славистика             | одељење језика и књижевности              | одељење       | 81 гл.      |
| Панајотис Харитос            | 1946-2014           | право                  | одељење друштвених наука                  | одељење       | 94 гл.      |
| Томас Флајнер                | 1938-2023           | право и политикологија | одељење друштвених наука                  | одељење       | 82 гл.      |
| Душан Шиђански               | 1926.               | економија              | одељење друштвених наука                  | Извршни одбор | 69 гл.      |
| Вацлав Клаус                 | 1941.               | економија              | одељење друштвених наука                  | Извршни одбор | 85 гл.      |
| Енгелина Сергејевна Смирнова | 1932.               | историја уметности     | одељење историјских наука                 | одељење       | 89 гл.      |
| Арво Перт                    | 1935.               | композитор             | одељење ликовне и музичке уметности       | одељење       | 81 гл.      |

### Кандидати који нису изабрани
| Име и презиме       | Струка        | Одељење                                   | Предлог     | Подршка одељења |
| ------------------- | ------------- | ----------------------------------------- | ----------- | --------------- |
| Завиша Јањић        | метеорологија | одељење за математику, физику и гео-науке | одељење     | не              |
| Владисав Стефановић | нефрологија   | одељење медицинских наука                 | ван одељења | не              |

| Име и презиме            | Струка                     | Одељење                                   | Предлог     | Подршка одељења |
| ------------------------ | -------------------------- | ----------------------------------------- | ----------- | --------------- |
| Раде Живаљевић           | математика                 | одељење за математику, физику и гео-науке | одељење     | да              |
| Миодраг Матељевић        | математика                 | одељење за математику, физику и гео-науке | ван одељења | не              |
| Љубомир Ћирић            | математика                 | одељење за математику, физику и гео-науке | ван одељења | не              |
| Бранко Драговић          | математичка физика         | одељење за математику, физику и гео-науке | ван одељења | не              |
| Бошко Јовановић          | математика                 | одељење за математику, физику и гео-науке | ван одељења | не              |
| Милан Димитријевић       | астрономија, физика        | одељење за математику, физику и гео-науке | ван одељења | не              |
| Драгутин Михаиловић      | физика, метеорологија      | одељење за математику, физику и гео-науке | ван одељења | не              |
| Драгослав Петровић       | физика                     | одељење за математику, физику и гео-науке | ван одељења | не              |
| Катица Хедрих            | машинство, математика      | одељење за математику, физику и гео-науке | ван одељења | не              |
| Крунослав Суботић        | техничка физика            | одељење за математику, физику и гео-науке | ван одељења | не              |
| Миленко Плавшић          | технологија                | одељење хемијских и биолошких наука       | ван одељења | не              |
| Јован Недељковић         | физичка хемија             | одељење хемијских и биолошких наука       | ван одељења | не              |
| Павле И. Премовић        | физичка хемија и геохемија | одељење хемијских и биолошких наука       | ван одељења | не              |
| Бранислав Николић        | технологија, металургија   | одељење техничких наука                   | ван одељења | не              |
| Недељко Магдалиновић     | рударство                  | одељење техничких наука                   | ван одељења | не              |
| Бела Балинт              | трансфузиологија           | одељење медицинских наука                 | ван одељења | не              |
| Петар Сеферовић          | кардиологија               | одељење медицинских наука                 | ван одељења | не              |
| Зорана Васиљевић         | кардиологија               | одељење медицинских наука                 | ван одељења | не              |
| Предраг Ђорђевић         | ендокринологија            | одељење медицинских наука                 | ван одељења | не              |
| Марко Бумбаширевић       | микрохирургија             | одељење медицинских наука                 | ван одељења | не              |
| Љиљана Букарица Гојковић | фармакологија              | одељење медицинских наука                 | ван одељења | не              |
| Томица Милосављевић      | гастроентерологија         | одељење медицинских наука                 | ван одељења | не              |
| Владимир Обрадовић       | нуклеарна медицина         | одељење медицинских наука                 | ван одељења | не              |
| Милица Простран          | фармакологија              | одељење медицинских наука                 | ван одељења | не              |
| Лазар Давидовић          | васкуларна хирургија       | одељење медицинских наука                 | ван одељења | не              |
| Зоран Кривокапић         | хирургија                  | одељење медицинских наука                 | ван одељења | не              |
| Живан Максимовић         | васкуларна хирургија       | одељење медицинских наука                 | ван одељења | не              |
| Миодраг Лукић            | имунологија                | одељење медицинских наука                 | ван одељења | не              |
| Александар Љубић         | гинекологија - акушерство  | одељење медицинских наука                 | ван одељења | не              |
| Мирослав Милићевић       | хирургија                  | одељење медицинских наука                 | ван одељења | не              |
| Томислав Јовановић       | физиологија                | одељење медицинских наука                 | ван одељења | не              |
| Павле Миленковић         | патофизиологија            | одељење медицинских наука                 | ван одељења | не              |
| Тихомир Вејновић         | гинекологија               | одељење медицинских наука                 | ван одељења | не              |
| Томислав Ђокић           | патофизиологија            | одељење медицинских наука                 | ван одељења | не              |
| Момир Миков              | фармакологија              | одељење медицинских наука                 | ван одељења | не              |
| Велибор Стојић           | ветерина                   | одељење медицинских наука                 | ван одељења | не              |
| Слободан Реметић         | дијалектологија            | одељење језика и књижевности              | одељење     | да              |
| Мирјана Детелић          | народна књижевност         | одељење језика и књижевности              | одељење     | да              |
| Горан Петровић           | књижевник                  | одељење језика и књижевности              | ван одељења | да              |
| Рајко Петров Ного        | песник и књижевник         | одељење језика и књижевности              | ван одељења | да              |
| Јанош Бањаи              | историја књижевности       | одељење језика и књижевности              | ван одељења | не              |
| Милован Витезовић        | књижевник                  | одељење језика и књижевности              | ван одељења | не              |
| Добрица Ерић             | књижевник                  | одељење језика и књижевности              | ван одељења | не              |
| Бојан Јовановић          | антропологија и етнологија | одељење друштвених наука                  | ван одељења | не              |
| Димитрије Калезић        | богословија и филозофија   | одељење друштвених наука                  | ван одељења | не              |
| Миклош Биро              | психологија                | одељење друштвених наука                  | ван одељења | не              |
| Данило Ж. Марковић       | социологија                | одељење друштвених наука                  | ван одељења | не              |
| Милан Станојев           | сликарство                 | одељење ликовне и музичке уметности       | ван одељења | не              |
| Бранко Миљуш             | сликарство - графика       | одељење ликовне и музичке уметности       | ван одељења | не              |
| Ратко Вулановић          | вајарство                  | одељење ликовне и музичке уметности       | ван одељења | не              |
| Реља Костић              | архитектура                | одељење ликовне и музичке уметности       | ван одељења | не              |
| Љиљана Благојевић        | архитектура                |                                           |             |                 |
| Даница Петровић          | музикологија               |                                           |             |                 |